# IAAF World Combined Events Challenge

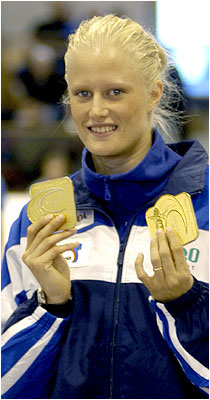
Carolina Klüft, viervoudig winnares van de World Combined Events Challenge en degene die tot nu toe het meeste punten wist te verzamelen in een jaar.

De IAAF World Combined Events Challenge is een jaarlijks mondiaal meerkampcircuit, dat wordt georganiseerd onder auspiciën van de International Association of Athletics Federations (IAAF). Het circuit werd opgericht in 1998, tegelijkertijd met de invoering van de IAAF Grand Prix, de IAAF Super Grand Prix en de IAAF Golden League. Het toenmalige idee was om ook voor de meerkampers een Grand Prix-circuit op te zetten. Het initiatief kwam van de organisatoren van de Hypomeeting en de Décastar, die de IAAF van de noodzaak van een meerkampcircuit konden overtuigen.
De IAAF World Combined Events Challenge bestaat uit vijf atletiekmeetings en een jaarlijks wisselend aantal kampioenschappen. De drie prestaties van een atleet bij deze wedstrijden worden bij elkaar opgeteld, wat voor een puntentotaal zorgt. Dit puntenaantal is bepalend voor de klassering in het eindklassement. In totaal wordt er onder de top van het klassement $202.000 verdeeld, waarvan de helft voor de mannen en de helft voor de vrouwen. De winnaar krijgt een bedrag van $30.000. Daarnaast wordt er afzonderlijk per wedstrijd ook prijzengeld verdeeld.

## Wedstrijden

### Meetings
De World Combined Events Challenge heeft in zijn bestaan zes verschillende meetings gehad die deel uitmaakten van het circuit. De Meeting International, die in Arles werd georganiseerd, behoorde van 1998 tot en met 2009 tot het circuit. Sinds 2010 behoort de TNT-Fortuna Meeting tot de World Combined Events Challenge. De zes wedstrijden die deel uitmaken of hebben uitgemaakt van het meerkampcircuit zijn:
- Décastar
- Hypomeeting
- Meeting International
- Mehrkampf-Meeting Ratingen
- Multistars
- TNT-Fortuna Meeting

### Kampioenschappen
De kampioenschappen die meetellen voor het klassement van de IAAF World Combined Events Challenge zijn:
- De Olympische Zomerspelen
- De wereldkampioenschappen
- Continentale kampioenschappen
- De Gemenebestspelen
- Jeux de la Francophonie
- De Universiade
- De European Cup Combined Events
- De Amerikaanse olympische selectiewedstrijden/Amerikaanse kampioenschappen

### Kalender 2016
| Datum              | Wedstrijd                                  | Soort wedstrijd | Plaats              | Land             |
| ------------------ | ------------------------------------------ | --------------- | ------------------- | ---------------- |
| 31 maart & 1 april | Oceanische kampioenschappen                | Kampioenschap   | Sydney              | Australië        |
| 2 & 3 april        | Afrikaanse kampioenschappen                | Kampioenschap   | Réduit              | Mauritius        |
| 29 & 30 april      | Multistars                                 | Meeting         | Desenzano del Garda | Italië           |
| 28 & 29 mei        | Hypomeeting                                | Meeting         | Götzis              | Oostenrijk       |
| 10 & 11 juni       | TNT-Fortuna Meeting                        | Meeting         | Kladno              | Tsjechië         |
| 17 & 18 juni       | Pan-Amerikaanse kampioenschappen           | Kampioenschap   | Ottawa              | Canada           |
| 25 & 26 juni       | Mehrkampf-Meeting Ratingen                 | Meeting         | Ratingen            | Duitsland        |
| 1 t/m 10 juli      | Amerikaanse Olympische selectiewedstrijden | Kampioenschap   | Eugene              | Verenigde Staten |
| 6 t/m 10 juli      | Europese kampioenschappen                  | Kampioenschap   | Amsterdam           | Nederland        |
| 5 t/m 21 augustus  | Olympische Spelen                          | Kampioenschap   | Rio de Janeiro      | Brazilië         |
| 17 & 18 september  | Décastar                                   | Meeting         | Talence             | Frankrijk        |

## Medaillelijst

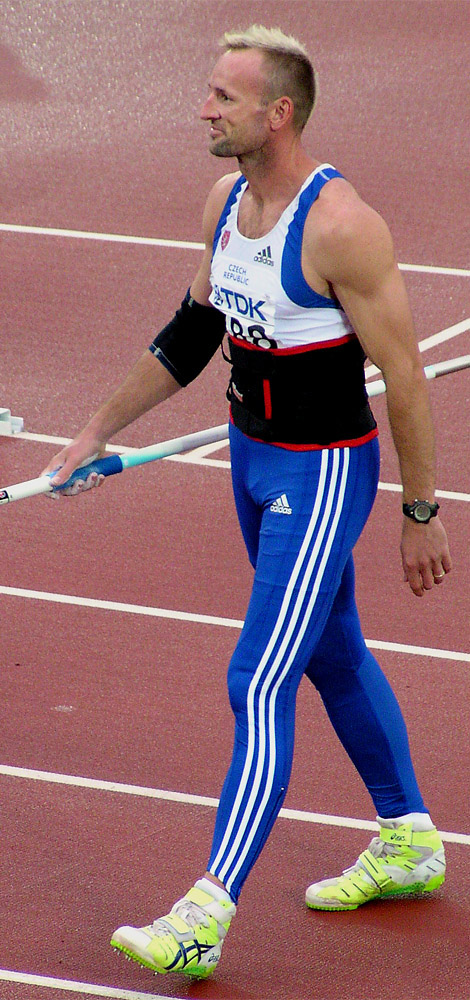
Thomas Dvorak had in 1999 in totaal 26476 punten in het klassement. Niemand heeft dat tot op heden weten te verbeteren.

### Mannen
| Onderdeel | Goud                           | Goud     | Zilver                        | Zilver   | Brons                          | Brons    |
| --------- | ------------------------------ | -------- | ----------------------------- | -------- | ------------------------------ | -------- |
| 1998      | Erki Nool Estland              | 25967 pt | Jón Arnar Magnússon IJsland   | 25708 pt | Roman Šebrle Tsjechië          | 25604 pt |
| 1999      | Tomáš Dvořák Tsjechië          | 26476 pt | Roman Šebrle Tsjechië         | 25184 pt | Chris Huffins Verenigde Staten | 25067 pt |
| 2000      | Erki Nool Estland              | 26089 pt | Tomáš Dvořák Tsjechië         | 26018 pt | Roman Šebrle Tsjechië          | 25591 pt |
| 2001      | Tomáš Dvořák Tsjechië          | 25943 pt | Erki Nool Estland             | 25839 pt | Lev Lobodin Rusland            | 25044 pt |
| 2002      | Roman Šebrle Tsjechië          | 26301 pt | Tom Pappas Verenigde Staten   | 25506 pt | Lev Lobodin Rusland            | 25179 pt |
| 2003      | Tom Pappas Verenigde Staten    | 26119 pt | Roman Šebrle Tsjechië         | 26047 pt | Laurent Hernu Frankrijk        | 24244 pt |
| 2004      | Roman Šebrle Tsjechië          | 25952 pt | Bryan Clay Verenigde Staten   | 25602 pt | Dmitri Karpov Kazachstan       | 25336 pt |
| 2005      | Roman Šebrle Tsjechië          | 25381 pt | Bryan Clay Verenigde Staten   | 25199 pt | Attila Zsivóczky Hongarije     | 25185 pt |
| 2006      | Dmitri Karpov Kazachstan       | 25145 pt | Roman Šebrle Tsjechië         | 25029 pt | Attila Zsivóczky Hongarije     | 24950 pt |
| 2007      | Roman Šebrle Tsjechië          | 25261 pt | Maurice Smith Jamaica         | 25220 pt | Aleksej Drozdov Rusland        | 24972 pt |
| 2008      | Andrej Krawtsjanka Wit-Rusland | 25448 pt | Leonel Suárez Cuba            | 25344 pt | Aleksandr Pogorelov Rusland    | 24804 pt |
| 2009      | Trey Hardee Verenigde Staten   | 25567 pt | Yordanis García Cuba          | 25231 pt | Oleksiy Kasyanov Oekraïne      | 25056 pt |
| 2010      | Romain Barras Frankrijk        | 25063 pt | Leonel Suárez Cuba            | 24857 pt | Jake Arnold Verenigde Staten   | 24627 pt |
| 2011      | Leonel Suárez Cuba             | 25172 pt | Eelco Sintnicolaas Nederland  | 24772 pt | Mikk Pahapill Estland          | 24746 pt |
| 2012      | Hans van Alphen België         | 25259 pt | Pascal Behrenbruch Duitsland  | 25117 pt | Oleksiy Kasyanov Oekraïne      | 24822 pt |
| 2013      | Andrej Krawtsjanka Wit-Rusland | 25084 pt | Damian Warner Canada          | 24980 pt | Pascal Behrenbruch Duitsland   | 24768 pt |
| 2014      | Rico Freimuth Duitsland        | 24981 pt | Eelco Sintnicolaas Nederland  | 24795 pt | Yordanis García Cuba           | 24423 pt |
| 2015      | Ilya Shkurenev Rusland         | 25259 pt | Michael Schrader Duitsland    | 25252 pt | Damian Warner Canada           | 25247 pt |
| 2016      | Kai Kazmirek Duitsland         | 25221 pt | Jeremy Taiwo Verenigde Staten | 24928 pt | Adam Helcelet Tsjechië         | 24498 pt |
| 2017      | Rico Freimuth Duitsland        | 25592 pt | Damian Warner Canada          | 25152 pt | Kai Kazmirek Duitsland         | 24986 pt |
| 2018      | Arthur Abele Duitsland         | 25222 pt | Pieter Braun Nederland        | 24412 pt | Martin Roe Noorwegen           | 24376 pt |
| 2019      | Damian Warner Canada           | 25753 pt | Maicel Uibo Estland           | 25138 pt | Pierce LePage Canada           | 25059 pt |

### Vrouwen
| Onderdeel | Goud                                 | Goud     | Zilver                              | Zilver   | Brons                                                   | Brons    |
| --------- | ------------------------------------ | -------- | ----------------------------------- | -------- | ------------------------------------------------------- | -------- |
| 1998      | Urszula Wlodarczyk Polen             | 19235 pt | Irina Belova Rusland                | 19146 pt | Remigija Nazarovienė Litouwen                           | 19053 pt |
| 1999      | Eunice Barber Frankrijk              | 19880 pt | Sabine Braun Duitsland              | 19271 pt | Irina Belova Rusland                                    | 19115 pt |
| 2000      | Sabine Braun Duitsland               | 19151 pt | Natalia Roshchupkina Rusland        | 19127 pt | Natalia Sazanovich Wit-Rusland Urszula Wlodarczyk Polen | 19264 pt |
| 2001      | Jelena Prochorowa Rusland            | 19624 pt | Natalia Roshchupkina Rusland        | 19357 pt | Natalia Sazanovich Wit-Rusland                          | 19264 pt |
| 2002      | Sabine Braun Duitsland               | 18987 pt | Shelia Burrell Verenigde Staten     | 18747 pt | Austra Skujytė Litouwen                                 | 18570 pt |
| 2003      | Carolina Klüft Zweden                | 20295 pt | Jelena Prochorowa Rusland           | 19019 pt | Larisa Netseporuk Estland                               | 18482 pt |
| 2004      | Carolina Klüft Zweden                | 20541 pt | Kelly Sotherton Verenigd Koninkrijk | 19072 pt | Natalja Dobrynska Oekraïne                              | 18825 pt |
| 2005      | Carolina Klüft Zweden                | 20399 pt | Eunice Barber Frankrijk             | 20388 pt | Kelly Sotherton Verenigd Koninkrijk                     | 19150 pt |
| 2006      | Carolina Klüft Zweden                | 20124 pt | Ljoedmila Blonska Oekraïne          | 19232 pt | Lilly Schwarzkopf Duitsland                             | 19168 pt |
| 2007      | Ljoedmila Blonska Oekraïne           | 19895 pt | Jessica Ennis Verenigd Koninkrijk   | 19256 pt | Austra Skujytė Litouwen                                 | 18994 pt |
| 2008      | Hyleas Fountain Verenigde Staten     | 19759 pt | Tatjana Tsjernova Rusland           | 19575 pt | Natalja Dobrynska Oekraïne                              | 19430 pt |
| 2009      | Natalja Dobrynska Oekraïne           | 19487 pt | Jennifer Oeser Duitsland            | 19255 pt | Hanna Melnytsjenko Oekraïne                             | 19239 pt |
| 2010      | Jennifer Oeser Duitsland             | 19303 pt | Natalja Dobrynska Oekraïne          | 19110 pt | Eliška Klučinová Tsjechië                               | 18608 pt |
| 2011      | Jennifer Oeser Duitsland             | 19594 pt | Natalja Dobrynska Oekraïne          | 19408 pt | Karolina Tyminska Polen                                 | 19361 pt |
| 2012      | Antoinette Nana Djimou Ida Frankrijk | 19510 pt | Austra Skujytė Litouwen             | 19408 pt | Laura Ikauniece Letland                                 | 19031 pt |
| 2013      | Hanna Melnytsjenko Oekraïne          | 19310 pt | Brianne Theisen Canada              | 19158 pt | Claudia Rath Duitsland                                  | 19014 pt |
| 2014      | Nadine Broersen Nederland            | 19573 pt | Carolin Schäfer Duitsland           | 19164 pt | Lilli Schwartzkopf Duitsland                            | 18973 pt |
| 2015      | Laura Ikauniece Letland              | 19422 pt | Claudia Rath Duitsland              | 19189 pt | Anouk Vetter Nederland                                  | 19112 pt |
| 2016      | Carolin Schäfer Duitsland            | 19573 pt | Anouk Vetter Nederland              | 19302 pt | Barbara Nwaba Verenigde Staten                          | 19163 pt |
| 2017      | Carolin Schäfer Duitsland            | 20199 pt | Anouk Vetter Nederland              | 19496 pt | Yorgelis Rodriguez Cuba                                 | 19166 pt |
| 2018      | Carolin Schäfer Duitsland            | 19608 pt | Erica Bougard Verenigde Staten      | 19399 pt | Kateřina Cachová Tsjechië                               | 19025 pt |
| 2019      | Verena Preiner Oostenrijk            | 19623 pt | Erica Bougard Verenigde Staten      | 19507 pt | Kendell Williams Verenigde Staten                       | 19437 pt |